# Portrait d'homme au chapeau rouge
Le Portrait d'homme au chapeau rouge (ou Portrait d'un jeune homme en fourrure) est une peinture à l'huile sur toile (82,3 × 71,1 cm) du Titien, datable d'environ 1515 et conservé dans la Frick Collection à New York.

## Histoire
L'œuvre est connue depuis qu'elle était dans la collection Lane à Dublin, avant d'atterrir aux États-Unis. L'identité du portrait n'est pas connue, mais on sait que l'œuvre a dû jouir d'une certaine popularité, en effet elle est mentionnée dans un tableau florentin (le Martyre de saint André) de Carlo Dolci, aujourd'hui à la Galerie Palatine à Florence.
L'attribution au Titien, avancée par l'historien d'art Bernard Berenson, est désormais communément admise. La datation est basée sur des considérations stylistiques. Un petit gros plan du même personnage est connu, dans une position légèrement variée, au musée Städel de Francfort (19 × 1 cm), généralement considéré comme autographe.

## Description et style
Sur un fond sombre, éclairé en partie haute, un jeune homme à mi-corps est représenté de trois quarts à gauche. Il est richement vêtu, avec un grand chapeau rouge et un manteau bordé de fourrure, ce qui certifie son statut social élevé. Seule la main gauche, gantée, agrippant la garde de l'épée est visible. Le jeu de lumière crée une atmosphère contemplative, qui valorise la beauté physique du personnage et les composantes psychologiques de sa personnalité : intelligence, noblesse, détermination.
L'œuvre montre cette synthèse parfaite entre la forme et la couleur typique des œuvres de maturité de Titien.